# Horatio Seymour
Pour les articles homonymes, voir Seymour.
Horatio Seymour (né le 31 mai 1810 et mort le 12 février 1886) était un homme politique américain. Il est gouverneur de New York de 1853 à 1854 puis de 1863 à 1864. Il est le candidat démocrate à l'élection présidentielle de 1868, qu'il perd contre le républicain Ulysses Grant. 

## Biographie
Né à Pompey, dans l'État de New York, Seymour a été admis au barreau de New York en 1832 mais s'est principalement concentré sur la gestion des intérêts commerciaux de sa famille. Après avoir été secrétaire militaire du gouverneur William L. Marcy, Seymour a été élu à l'Assemblée de l'État de New York, puis président de cet organe en 1845. Seymour a été élu au poste de gouverneur en 1852 en battant le candidat whig sortant Washington Hunt. 
Il tente de réunifier le parti démocrate fracturé mais échoue à sa tentative de réélection en 1854 en partie à cause de cette désunion.
En dépit de cette défaite, Seymour est devenu une figure nationale de premier plan au sein du parti. 
Il a soutenu l'effort de guerre de l'Union pendant la guerre civile, mais a critiqué le leadership du président Abraham Lincoln. Il a remporté l'élection à un autre mandat de gouverneur en 1862. Après la guerre, Seymour a soutenu la politique de reconstruction du président Andrew Johnson.
La Convention nationale démocrate de 1868 l'investit comme candidat démocrate à l'élection présidentielle après vingt-deux tours de scrutin indécis. Il affronte le général Ulysses S. Grant, le candidat très populaire du parti républicain. Défait, Seymour ne chercha plus jamais de fonction publique mais resta actif en politique et soutint la campagne de Grover Cleveland pour la présidence de 1884.
Il est enterré au cimetière de Forest Hill à Utica.

## Source
- (en) Cet article est partiellement ou en totalité issu de l’article de Wikipédia en anglais intitulé « Horatio Seymour » (voir la liste des auteurs).